# Bataille d'Ouessant (1944)
Pour les articles homonymes, voir Bataille d'Ouessant.
Seconde Guerre mondiale
Batailles
Opérations de débarquement (Neptune)
- Tonga (Deadstick, Batterie de Merville)
- Albany (Chicago, Manoir de Brécourt)
- Boston (Detroit)
- Utah Beach
- Omaha Beach (Pointe du Hoc)
- Gold Beach
- Juno Beach
- Sword Beach

Secteur anglo-canadien
- Caen
- Authie
- Perch (Villers-Bocage)
- Putot
- Bretteville-l'Orgueilleuse
- Norrey
- Mesnil-Patry
- Martlet
- Epsom
- Windsor
- Charnwood
- Jupiter
- Atlantic
- Goodwood
- Crête de Verrières
- Spring
- Bluecoat
- Totalize
- Tractable

Secteur américain
- Carentan
- Cotentin
- Cherbourg (Bombardement)
- Bataille des Haies (Elle, Saint-Lô, La Haye-du-Puits)
- Cobra
- Mortain

Fin de la bataille de Normandie et libération de l'Ouest
- Rennes
- Saint-Malo
- Brest
- Poche de Falaise
- Chambois
- Paris

Mémoire et commémorations
- Cimetières militaires de la bataille de Normandie
- Commémorations du 70e anniversaire
- Projet UNESCO de classement des plages

La bataille d'Ouessant, également connue sous le nom de bataille de Bretagne, est un engagement naval de la Seconde Guerre mondiale qui s'est déroulé dans la nuit du 9 juin 1944 entre les forces alliées et allemandes au large des côtes bretonnes. L'action intervient peu après le début du débarquement allié en Normandie. Après un combat confus au cours de la nuit, les Allemands perdent deux destroyers tandis qu'un seul est endommagé côté Alliés.

## Contexte
Après le lancement de l’opération Neptune, qui consiste au transport aérien et naval des forces alliées de l’Angleterre vers la Normandie, les Allemands ont perdu le contrôle des airs et de son espace maritime. Plusieurs centaines de navires de guerre alliés empêchent toute intrusion adverse pouvant gêner le déroulement de l’opération Overlord puis les débuts de la bataille de Normandie.
Pour les Allemands, il est nécessaire de réagir afin de contrer cette puissance militaire navale qui est un véritable pont reliant les côtes sud de l’Angleterre aux plages normandes. Une contre-offensive est mise sur pied directement après le Jour J : elle concerne la 8e flottille de destroyers commandée par le vice-amiral Theodor Krancke, alors au mouillage à proximité des côtes de Gironde. Ses bâtiments sont des destroyers de la classe Type 36A qui reçoivent l’ordre, le 6 juin 1944, de faire route vers Brest. Trois destroyers forment l'escadre : le ZH1, le Z 24 et le Z 32.
Les transmissions allemandes sont interceptées et décodées par les Britanniques qui déploient des bombardiers Bristol Beaufighter du RAF Coastal Command avec pour objectif d'attaquer ces bâtiments dans le golfe de Gascogne. Lors du raid qui a suivi, ils endommagent le destroyer-amiral Z 32 qui doit être réparé à Brest.
L'escadre est alors renforcée le 8 juin par le torpilleur de la classe Type 1939 T24, appartenant auparavant à la 4e escadre de lance-torpilles sous les ordres de Theodor von Bechtolsheim. Ils se mettent ce même jour en route vers la Manche et les navires alliés, ayant renforcé leurs moyens antiaériens à l'arsenal de Brest.
Une fois encore, les Alliés interceptent les transmissions allemandes par le biais d'interceptions Ultra. Ils envoient alors la 10e escadre britannique de destroyers, commandée par le capitaine Basil Jones, pour stopper ce raid maritime en dehors de la zone sensible dans laquelle ils évoluent au profit de la bataille terrestre en cours en Normandie. Les bâtiments alliés sont divisés par Jones en deux entités : la 19e division composée des Eskimo et Javelin, et des bâtiments polonais ORP Piorun et ORP Błyskawica, ainsi que la 20e division composée des HMS Tartar – sur lequel se trouve Jones – et HMS Ashanti, et des bâtiments canadiens NCSM Haida et HMCS Huron.

## La bataille
Dans la nuit du 8 au 9 juin 1944, l'escadre britannique alors située à l’ouest du Cotentin progresse en direction des côtes bretonnes : les radars alliés détectent la présence des bâtiments de guerre allemands à peu après une heure du matin, à trente miles au nord-est de l’île de Batz,. L’engagement débute aussitôt et tous les armements de bord sont utilisés dans la bataille navale : la 20e division attaque à bout portant le ZH1. Gravement endommagé par une torpille tirée depuis l'Ashanti, le ZH1 du capitaine Klaus Barckow commence à couler et explose à 02 h 40 du matin. 39 membres d'équipage, dont Barckow, sont tués. Vingt-huit réussissent à atteindre la côte, les 140 restants sont secourus par les Britanniques. Le Tartar, également touché à plusieurs reprises, parvient à s'échapper en éteignant ses lumières. Le destroyer britannique perd quant à lui quatre hommes, tandis que douze autres sont blessés.
Entre-temps, les bâtiments canadiens prennent en chasse les Z24 et T24 qui parviennent à s’échapper à travers un secteur miné par les Britanniques. Les Canadiens tentent de faire un détour, mais ne retrouvent pas les navires allemands qui ont quitté la région. Lorsque les destroyers Haida et Huron retournent au point de rencontre initial, ils découvrent en chemin le bâtiment Z 32 du capitaine Bechtolsheim, déjà touché à plusieurs reprises. Les navires de guerre ont le plus grand mal à s’identifier dans la nuit, mais les Canadiens découvrent en premier l’identité du bâtiment avançant à vive allure en face d’eux : ils ouvrent le feu sur le navire allemand et lui infligent de nouveaux dégâts. Finalement, le Z 32 tente la fuite mais s’échoue sur l’île de Batz au cours duquel neuf marins allemands périssent,. Il sera bombardé et détruit le 15 juin au soir par l'aviation britannique.

## Bilan
Finalement, le raid naval organisé par les Allemands échoue avant même d’avoir pu inquiéter les Alliés. Ces derniers, bénéficiant à la fois d’un rapport de force favorable (à huit destroyers contre quatre) et du travail de la machine Ultra permettant de décoder les transmissions adverses, détruisent la force du capitaine Bechtolsheim.
Si un destroyer britannique est endommagé, les Allemands en perdent deux : le ZH1 qui est coulé, et le Z 32 qui est échoué. Le capitaine du ZH1, Klaus Barckow, est tué dans l’attaque de son destroyer en même temps que trente-huit autres membres d’équipage.
Les Allemands, conscients de leur infériorité numérique dans cette bataille, ne tentent plus à partir de cet épisode de s’infiltrer dans la baie de Somme comme ils ont cherché à le faire ce 9 juin 1944.

## Navires survivants
Deux des destroyers ayant participé à la bataille ont été transformés en navire musée et sont encore visitable aujourd'hui : il s'agit des HMCS Haida exposé à Hamilton (Ontario) et l'ORP Błyskawica exposé à Gdynia (Pologne).